# Nicoteba trinervia
Nicoteba trinervia es una especie de planta con flores perteneciente a la familia de las acantáceas.

## Distribución y hábitat
El área de distribución nativa de esta especie se extiende en la India. Crece principalmente en el bioma tropical estacionalmente seco.

## Taxonomía
La especie fue descrita originalmente como Justicia trinervia por Martin Vahl y publicada en Enumeratio Plantarum vel ab aliis 1: 156, en 1804, actualmente es tanto un sinónimo como el basónimo de esta; y ulteriormente sería transferida al género Nicoteba por Gustav Lindau en Botanische Jahrbücher für Systematik, Pflanzengeschichte und Pflanzengeographie 18: 56, en 1893.

#### Etimología
trinervia: epíteto latino que significa "con tres nervios".